# 山口絵美菜
山口 絵美菜（やまぐち えみな、1994年5月4日 - ）は、日本将棋連盟（関西本部）所属であった元女流棋士。所属時の女流棋士番号は55で、森信雄七段門下。宮崎県都城市出身。京都大学文学部（心理学専修）卒業。

## 棋歴

### 女流プロ入りまで
小学5年のとき、弟が始めた影響を受けて将棋を始める。弟は、元・奨励会初段。
2010年、全国高等学校将棋選手権大会女子個人戦準優勝。同年、マイナビオープンに出場し、チャレンジマッチを勝ち抜いたが、予選1回戦で中井広恵に敗れた。
2013年7月に関西研修会へD2入会。2014年7月27日行われた7月第2例会で1勝し、通算9勝3敗でC1に昇級した。この結果「女流3級」となる権利を得た。2014年10月1日付で女流棋士3級となった。2年以内に女流2級に昇級すると正式な女流棋士となる。
女流3級になってから1年目は、大学との両立に加えて寮の運営を担い将棋に時間が割けなかったこともあって思うように勝てない状態が続く。
2016年3月から、関西将棋会館に近い大阪で一人暮らしを始め、将棋会館の棋士室に毎日通い詰めると、次第に調子が上がった。2016年4月21日、第38期女流王将戦の予選で中澤沙耶と和田あきに連勝して本戦入りを果たし、「女流棋士昇段級規定」の女流1級に該当したため、同日付で女流2級に昇級し、正式な女流棋士となった。

### 女流プロ入り後
2016年8月13日に第10期マイナビ女子オープン予選で岩根忍と中澤沙耶に連勝して本戦入りを果たし、女流1級に昇級した。

### 引退・退会
2022年3月30日付で日本将棋連盟を退会。参加中の棋戦は第30期倉敷藤花戦予選と第2期女流順位戦D級の残り4局があったが、不戦敗となった。Twitterで、「私、山口絵美菜は昨日3月30日をもちまして女流棋士を辞めました。新たな夢ができたため、将棋界を去ります。今後は新たな道で頑張ります。これまで応援してくださり、ありがとうございました。」とツイートした。その後、ツイッターのアカウントが削除された。
将棋界からの引退・退会後の山口の動静は明らかにされなかったが、現役時の師匠である森信雄が2023年5月にTwitterで、山口が宝塚歌劇団の作品に演出助手として携わっていることを明かした。

## 棋風
得意戦法は四間飛車。穴熊。

## 人物
- 趣味は勉強[3]、音楽鑑賞[4]。「趣味は勉強」だと自分に言い聞かせながら勉強と将棋を両立してきた[13]。電線を含んだ風景写真の撮影も趣味としている。
- 大好物はプリンやパフェ。
- 棋士・女流棋士を通じて、初の京都大学出身者である。京都大学文学部では心理学を専攻し[1]、棋力向上を目指して「論理的な思考の諦（あきら）めやすさ」を研究した[14]。
- 同門（森信雄門下）の先輩女流棋士に室谷由紀（女流二段）がいる。
- 日本将棋連盟公式ホームページの将棋コラムで執筆している[15]。また、女流棋士会の女流棋士ブログでも頻繁に記事を書いている[16]。
- 将棋を覚えてすぐに女流棋士になることを決め、地元の道場に毎日通い詰めたが、地元から研修会に通って研修会を勝ち抜く自信を持てなかったため、関西圏の大学に進学してから研修会に入ることとした[1]。中学3年の頃に、京都大学を目指すことを決めた[1]。
- 高校3年生の12月、大学入試センター試験を控え一度将棋から離れ、「京大に合格すれば女流棋士になれる」の一心で勉強漬けの生活を送った[1]。この時期に精神的に成長できたと話している[1]。
- 大のミステリー小説ファンであり、同じ京都大学出身である推理作家・綾辻行人との対談が京都新聞の企画によって実現した[14]。また、正式な女流棋士になった日に、綾辻が祝福のコメントをした[17]。
- 京都新聞夕刊の『なでしこ指南』を担当した（2016年頃）[14]。
- 出身の宮崎県都城市には女流王将戦のスポンサーである霧島酒造があり、2016年4月に正式な女流棋士となった次の目標は、女流王将を3年以内に取ることとしている[6]。
- 桃山学院大学経営学部ビジネスデザイン学科（2019年4月に新設）で「教養・文化科目担当講師」の肩書で「将棋・囲碁」を講じている[18][19]。

## 昇段・昇級履歴
- 2013年07月00日 : 関西研修会入会 (D2)
- 2014年10月01日 : 女流3級（関西研修会C1昇級）
- 2016年04月21日 : 女流2級（女流王将戦本戦入り）
- 2016年08月13日 : 女流1級（マイナビ女子オープン本戦入り）
- 2022年03月30日 : 引退・連盟退会（女流通算27勝68敗=退会後の不戦敗5を含む）[注 1][注 2][注 3]

## 著書
- 観る将のための将棋ガイド  法研  2021 ISBN 978-4865138344